# Ирландская аватара

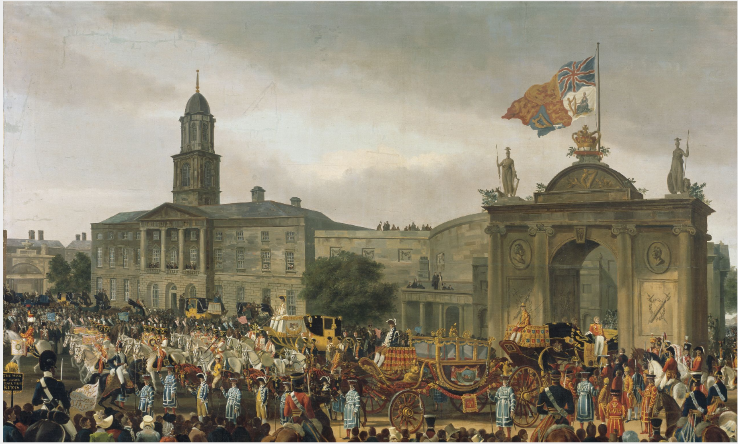
Картина, изображающая визит короля Георга IV в Дублин, вдохновившая Байрона на написание «Ирландского аватара»

Ирландская аватара — памфлет 1821 года Джорджа Гордона Байрона.

## Предыстория
В начале XIX века так называемый «ирландский вопрос», касающийся реакции британского правительства на растущие националистические настроения в Ирландии, снова начал возникать в общественном сознании. «Вопрос» был усугублен в конечном итоге неудачным восстанием Объединенных ирландцев в 1798 году, вдохновленным Французской революцией.
В результате давления со стороны оппозиции, а также Ирландии, действующая правительственная администрация была вынуждена отменить части уголовных законов и предоставить ирландскому парламенту более широкие полномочия. Однако 1 января 1801 года в соответствии с Актами об унии, Ирландия и Великобритания были объединены в Соединенное Королевство; ирландский парламент был упразднен, а ирландские представители получили места в британском парламенте. Акт усилил поддержку ирландцами самоуправления в Ирландии.
Байрон был впечатлен «Линиями о вступлении австрийцев в Неаполь», написанными ирландским писателем Томасом Муром в 1821 году. Поэтому он задумал «Ирландский аватар» как произведение в том же духе, давя на «рабских ирландцев», как Мур давил на капитулирующих неаполитанских солдат.

## Содержание памфлета
Байрон написал памфлет «Ирландский аватар» после королевского визита короля Георга IV в Ирландию. Байрон критиковал отношение ирландцев к короне, институту, который, по его мнению, угнетал их, и был встревожен позитивным приемом, который получил Георг IV во время своего визита. В сатирическом памфлете Байрон раскритиковал ирландских юнионистов и выразил сдержанную поддержку ирландскому национализму. Он описывает, как короля Георга IV встречали «легион мошенников и армия рабов».

## Критика
Томас Мур положительно отозвался об ирландском Аватаре и написал в своем журнале, что он «получил потрясающие стихи лорда Байрона против короля и ирландцев за их недавнюю выставку в Дублине — вполне заслуженные моими раболепными и бессердечными соотечественниками».

## Байрон и Ирландия
Байрон выражал обеспокоенность по поводу «ирландского вопроса» в письмах, которые датируются годами его учебы в Кембриджском университете. В своей второй речи в Палате лордов, которую он произнес 21 апреля 1812 года, Байрон выступил в защиту гражданских прав ирландских католиков. Формальным поводом для речи было предложение создать комитет для расследования жалоб ирландских католиков. Однако с самого начала Байрон ясно дал понять, что он воспринимает их жалобы как часть более крупного националистического движения. В своей речи Байрон предупредил об опасности предпочтения ирландских протестантов католикам, предупредив, что это только усилит сектантский раскол в стране. Байрон также раскритиковал нескольких британских политиков за их безразличие к ирландским делам в своей речи.